# Herlitz International Trading
Herlitz International Trading AG (kurz auch HIT AG genannt) wurde 1983 als 100%ige Tochtergesellschaft der Herlitz AG  gegründet. In den 1980er- und 1990er-Jahren war sie ein weltweit tätiges Papierhandelshaus mit Sitz in Ismaning. Ihre Aktien wurden an der Münchner und Berliner Börse geführt. 2000 stieg Herlitz komplett aus dem Unternehmen aus.

## Geschichte

### 1974 bis 1988
Vorgängerin war die 1974 gegründete Herlitz Consult GmbH, die 1975 den Auftrag erhielt, eine schlüsselfertige Fabrik für Schulhefte in Bagdad zu errichten. Einschließlich einer ebenfalls gebauten Brücke sowie einer kleinen Moschee war dies der größte Einzelauftrag in der Geschichte der Muttergesellschaft Herlitz (Auftragsvolumen: 38 Mio. DM).

### 1989 bis 2000
Herlitz International Trading (HIT) wurde im Oktober 1989 in eine Aktiengesellschaft umgewandelt. Das Grundkapital wurde mehrheitlich weiter von der Herlitz AG gehalten. Durch den Gang an die Börse flossen 1990 der HIT DM 25 Mio. zu, die dazu dienten, das starke Wachstum des Unternehmens zu finanzieren. HIT war zunächst ein reines Papierhandelshaus. Die Produktpalette umfasste neben holzfreien Schreib- und Druckpapieren auch Papiere für den Zeitungs- und Magazindruck. Die Hauptabsatzmärkte in den Anfängen der 1990er-Jahre waren Deutschland, Saudi-Arabien und Ägypten, eingeschränkt – durch politische Unruhen – auch Algerien und Iran. HIT gelang es, sich eine breite Beschaffungsbasis zu sichern. 1992 zählten Skandinavien, Deutschland, Nordamerika und Brasilien zu den größten Beschaffungsländern. Im gleichen Jahr wurde die Tochtergesellschaft HIT-Papierverarbeitungsmaschinen-Handels-GmbH (HIT PVM), mit Büros in Ismaning, Berlin und den Niederlanden, gegründet.
Zum September 1993 erwarb HIT eine 50%ige Beteiligung an der Becker Falken Gruppe (in Haan und Peitz) mit dem Ziel die gewerblichen und behördlichen Endverbraucher mit Fotokopierpapier, Briefumschlägen und Ordnern zu beliefern.  Aus einer Gesellschaft, die sich bisher ausschließlich mit dem internationalen Papierhandel befasste, entwickelte sich eine Konzernstruktur. Im November 1994 übernahm ein Konsortium aus den Gläubigerbanken (UBS und Berner Spar- und Leihkasse) und der HIT AG die zwei Drittel Mehrheit an der Holzstoff- und Papierfabrik Zwingen AG. 1995 stieg die HIT AG zusammen mit dem US-Konzern Dart (40 Prozent) und die Weltbank (10 Prozent) mit einer 36 Prozent Beteiligung bei der AO Volga in Nischni Nowgorod. ein. Das Prestigeprojekt wurde vom damalige Gouverneur der Provinz Nischni Nowgorod und späteren russische Vizepremierminister, Boris Nemzow vermittelt. Über die Vertriebsrechte des russischen Zeitungsdruckpapier hinaus übernahm HIT als Miteigentümer das Management.
Der damalige Vorstandsvorsitzende der HIT AG, Gérald Jaslowitzer, erklärte dem Manager Magazin zu Beginn des Engagement in Russland : „Das Holz ist in Russland um 70 Prozent billiger als hierzulande. Die Energiekosten betragen nur ein Fünftel der vergleichbaren Kosten in Skandinavien. Von den Lohnkosten ganz zu schweigen: Ob wir 6000 oder 1000 Beschäftigte haben, spielt im Moment keine Rolle. Kein deutsches Unternehmen kann da mithalten. Die Branche könnte mittelfristig in Deutschland verschwinden.“ Dieser Bericht war zwei Tage später ins Russische übersetzt und kursierte in Nischni Nowgorod. Die Holzindustrie und die Energielieferanten forderten ab sofort marktgerechte Preise, die Arbeiter fingen an zu rebellieren.
Nach knapp zwei Jahren erklärte Jaslowitzer im Januar 1997, dass die eingegangene Beteiligung mit aktuell noch 33,3 Prozent in den nächsten zweieinhalb Jahren beendet werden soll. Aufgrund des Preisdrucks insbesondere bei Zeitungspapier musste im Vorjahr eine Teilberichtigung in Höhe von 18 Mio. DM vorgenommen werden, der Umsatz war wegen des Preisverfalls von 713 Mio. DM auf 495 Mio. DM gesunken. Deshalb könne der Investitionsbedarf des russischen Unternehmens nicht erwirtschaftet werden.
Im Juli 1996 wurde Jaslowitzer zusätzlich zum Vorstandssprecher der Herlitz AG ernannt. Genau ein Jahr später trennte sich der Aufsichtsrat angesichts der negativen Entwicklung im Konzern von Gérald Jaslowitzer nachdem die Beteiligung an der AO Volga zu einer weiteren Wertberichtigung in Höhe von DM 86,6 Mio. führte. Jaslowitzer wurde „die größte Katastrophe in der Firmengeschichte“ zugeschrieben. „Insgesamt kostete das Abenteuer Russland den Konzern rund 100 Millionen Mark.“
Sein Nachfolger bei HIT wurde 1997 Detlef Stronk. Alle Verträge mit der AO Volga und die damit verbundenen Pflichten und Risiken wurden beendet. Zum Ende des Jahres 1997 wurden auch die Vorstandsverträge von Klaus-Jürgen Leipold und Antony Doran nicht mehr verlängert.
Ernst Schennen wurde 1998 neuer Vorstandsvorsitzender. Der Umsatz schrumpfte im selben Jahr auf 163 Mio. DM. Im Jahr 2000 konnte Schennen die Verbindlichkeiten von 110 Mio. DM auf 16 Mio. DM reduzieren sowie den Umsatz auf 207 Mio. DM steigern. 2001 gelang es Schennen, vor allem durch den Verkauf der 33,1-Prozent-Beteiligung an dem russischen Papierhersteller AO Volga, einen Jahresüberschuss von 35 Mio. DM zu erzielen. 
Die Herlitz AG verkaufte 2000 ihre restlichen Anteile an der Herlitz International Trading AG an die Blake International Limited (British Virgin Islands). Das Unternehmen wurde umfirmiert in HIT International Trading AG, der Sitz der Gesellschaft wurde nach Berlin verlegt.

### Geschäftszahlen für die Jahre 1988 bis 1998
| Geschäftsjahr | Umsatzerlöse in Mio. DM | Jahresüberschuss/ Jahresfehlbetrag in Mio. DM | Mitarbeiter | Aufsichtsrats- Vorsitzender                                         | Vorstands- Vorsitzender                                                                                |
| ------------- | ----------------------- | --------------------------------------------- | ----------- | ------------------------------------------------------------------- | --- |
| 1988          | 120                     | + 2,0                                         | 32          | Günter Herlitz                                                      | Gérald Jaslowitzer                                                                                     |
| 1989          | 160                     | + 5,0                                         | 35          | Günter Herlitz                                                      | Gérald Jaslowitzer                                                                                     |
| 1990          | 233                     | + 7,0                                         | 40          | Günter Herlitz                                                      | Gérald Jaslowitzer                                                                                     |
| 1991          | 232                     | + 4,9                                         | 42          | Günter Herlitz                                                      | Gérald Jaslowitzer                                                                                     |
| 1992          | 216                     | + 4,4                                         | 55          | Günter Herlitz                                                      | Gérald Jaslowitzer                                                                                     |
| 1993          | 290                     | + 7,3                                         | 408         | Günter Herlitz                                                      | Gérald Jaslowitzer                                                                                     |
| 1994          | 426                     | + 11,2                                        | 459         | Günter Herlitz                                                      | Gérald Jaslowitzer                                                                                     |
| 1995          | 713                     | + 19,4                                        | 400         | Günter Herlitz (bis 20. Juni 1995) Peter Herlitz (ab 20. Juni 1995) | Gérald Jaslowitzer                                                                                     |
| 1996          | 495                     | - 1,4                                         | 119         | Peter Herlitz                                                       | Gérald Jaslowitzer                                                                                     |
| 1997          | 449                     | - 86,9                                        | 103         | Peter Herlitz (bis 22. Okt. 1997) Karel de Vries (ab 7. Nov. 1997)  | Gérald Jaslowitzer (bis 7. Juli 1997) Detlef Stronk (ab 7. Juli 1997) Detlef Stronk (ab 1. Sept. 1997) |
| 1998          | 301                     | - 7,5                                         | 70          | Karel de Vries                                                      | Detlef Stronk                                                                                          |

(Quellen: Geschäftsberichte der jeweiligen Jahre)

### 2003 bis heute
Seit 2003 gehört die HIT International Trading AG zu 55 Prozent zur kanadischen Gruppe MFC Bancorp Ltd. Die Anteile werden unmittelbar von deren in Wien ansässiger Tochterfirma MFC Commodities GmbH gehalten. Vorstand und Aufsichtsrat von HIT wurden mit MFC-Mitarbeitern besetzt und das gesamt HIT-Geschäft ohne Gegenleistung bereits an eine neu gegründete Tochtergesellschaft der HIT, die HPT GmbH in Wien, übertragen. Das Geschäft wird in den Räumen von MFC betrieben, die auch die kaufmännische Verwaltung einschließlich des Finanzwesens übernimmt.
Die Aktivitäten wurden immer mehr zurückgefahren. Die Umsatzerlöse beliefen sich 2006 nur noch auf EUR 28.000.
Am 26. Januar 2009 wurde der Sitz der Gesellschaft nach Köln verlegt und in KHD Humboldt Wedag Industrial Services AG umfirmiert.
Die Hauptversammlung vom 12. Juni 2013 beschloss die Umstellung der bisherigen Inhaberaktien (WKN 605290 / ISIN DE0006052905) im Verhältnis 1:1 in Namensaktien. Damit änderte sich auch die WKN bzw. ISIN in A1X3WW / DE000A1X3WW8. Die Aktien werden an verschiedenen deutschen Börsen unter der WKN A1X3WW gehandelt.
Am 23. März 2017 informierte die Gesellschaft über den Wegfall ihres Kergeschäftes (Industrieservices für Humboldt Wedag GmbH). Die Hauptversammlung vom 17. Mai 2017 beschloss daher die Umfirmierung in KHD Humboldt Wedag Vermögensverwaltungs-AG und die Gesellschaft als Vermögensverwaltungsgesellschaft neu auszurichten.

## Belege
1. ↑  Wertpapier Kenn-Nr. 605 290
2. ↑  (GSC Research). Abgerufen am 17. März 2024 (englisch).
3. ↑  Geschäftsbericht 1990: Herlitz International Trading AG
4. ↑  Geschäftsbericht 1992: Herlitz International Trading AG, S. 18–20
5. ↑  Geschäftsbericht 1993: Herlitz International Trading AG, S. 17–18
6. ↑  Lexikon des Jura / Dictionnaire du Jura – Holzstoff- und Papierfabrik Zwingen AG. Abgerufen am 17. März 2024.
7. 1 2  Manager Magazin, Nr. 3/1995, S. 169–170
8. ↑  Berliner Morgenpost, 16. Juli 1997: Russische Erfahrungen – Über die Probleme deutscher Investoren.
9. ↑  Herlitz beendet Rußland-Geschäft - WELT. 15. November 2011, abgerufen am 17. März 2024.
10. ↑  Herlitz verordnet sich eine Roßkur - WELT. Abgerufen am 10. Januar 2025.
11. ↑  Geschäftsbericht 1999: Herlitz International Trading AG
12. ↑  Papierhändler HIT verspricht Dividende - WELT. Abgerufen am 24. Dezember 2024.
13. ↑  Papierhändler HIT schreibt wieder schwarze Zahlen - WELT. Abgerufen am 10. Januar 2025.
14. ↑  Amtsgericht Charlottenburg (Berlin), HRB 94268 B. Abgerufen am 19. Mai 2022.
15. ↑  Gemäß § 111 II AktG wurde das Aufsichtsratsmitglied Detlef Stronk zum Beauftragten des Aufsichtsrats ernannt und zur Beratung und Unterstützung des Vorstands in die HIT entsandt
16. ↑  Gemäß § 105 II AktG
17. ↑  Geschäftsberichte aus den Jahren 1988 bis 1998 der Herlitz International Trading AG
18. ↑  Geschäftsbericht 2006: HIT International Trading AG
19. ↑  Amtsgericht Köln, HRB 64938. Abgerufen am 19. Mai 2022.
20. ↑  ISIN: DE000A1X3WW8, auf iw.toolforge.org
21. ↑  KHD Humboldt Wedag Industrial Services AG informiert über Wegfall des Kerngeschäftsfelds. Abgerufen am 19. Mai 2022.
22. ↑  Amtsgericht Köln, HRB 64938. Abgerufen am 19. Mai 2022.